# Regent

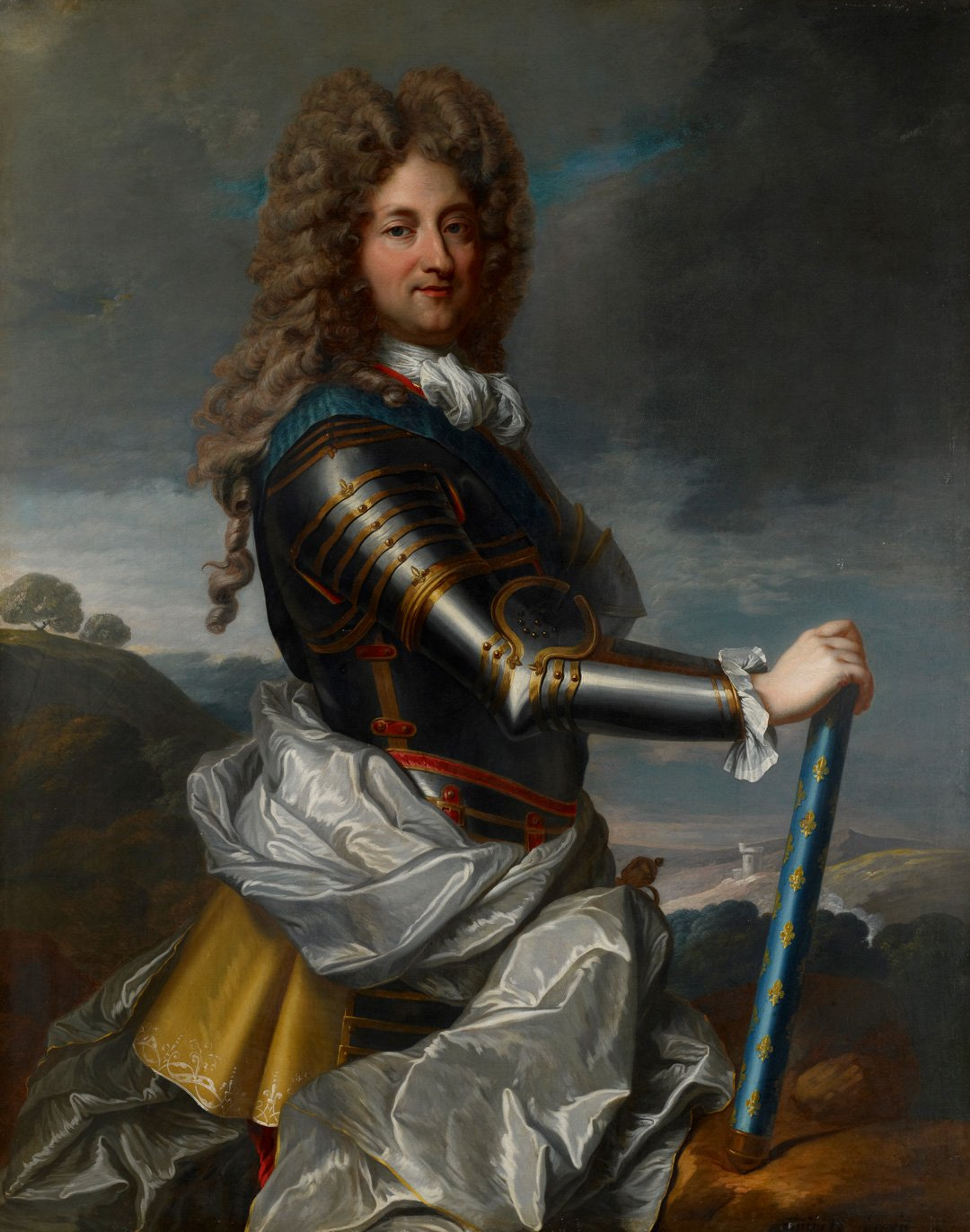
Filip II. Orleánský, regent za nezletilého krále Ludvíka XV. v době regentství ve Francii

Označení regent (český též zemský správce) se obvykle používá pro dočasného zástupce panovníka v monarchii, tj. pro správce říše. Obvykle se jedná o dočasnou správu za dosud nezletilého dědičného vladaře nebo o situaci, kdy země nemá jednoznačného nástupce zemřelého panovníka a musí ho teprve najít. Výjimečně se regentem myslí právě člen panující královské rodiny, například manžel panovnice (princ regent).
V období feudalismu to byl též název nejvyšších úředníků, např. v českých zemích zemského hejtmana, a dále se tak označoval i vrchní správce šlechtického panství.